# Пфиффер (дворянский род)
Пфиффер (нем. Pfyffer) — швейцарский дворянский род, поселившийся в Люцерне в 1483 году.
Среди его членов выделяются:
1. Пфиффер, Людвиг (1524—1594) — швейцарский военный и государственный деятель. прозванный «швейцарским королем»; был полковником швейцарского полка, составлявшего ядро войск Карла IX, который принимал деятельное участие в борьбе с гугенотами. В Люцерне добился призвания иезуитов, а также заключения католическими кантонами союза с Испанией (1587).
2. Пфиффер, Франц Людвиг (1716—1802) — швейцарский государственный и военный деятель, топограф и альпинист, генерал-лейтенант французской службы.

1. Казимир Пфиффер (1794—1875) — был профессором юриспруденции в Люцерне и депутатом от Люцерна в швейцарском сейме. Когда иезуитская партия получила в Люцерне перевес, стал главой либерального меньшинства в кантоне. В конце жизни был президентом верховного национального суда. Написал: «Geschichte der Stadt und des Kantons Luzern» (Цюрих, 1850—52) и «Der Kanton Luzern», историко-географическое и статистическое описание (С. Галлен, 1858—59); собрание его мелких статей появилось в 1866 г. в Цюрихе.

1. Альфонс Пфиффер фон Альтисгофен (1834—1890) — служил неаполитанскому королю и отличился в войне против Гарибальди и пьемонтцев; при капитуляции Гаэты находился в числе 20 человек, сопровождавших королевскую чету, в то время, как весь остальной гарнизон был объявлен военнопленным. После падения Бурбонов поступил на швейцарскую военную службу. В 1875 г. был назначен начальником пехоты, а в 1882 г. — заведующим союзным бюро генерального штаба; в последней должности много способствовал развитию швейцарского военного устройства.